# Червоное (Близнюковский район)
Червоное (укр. Червоне) — село, Башиловский сельский совет, Близнюковский район, Харьковская область, Украина.
Код КОАТУУ — 6320680507. Население по переписи 2001 г. составляет 180 (82/98 м/ж) человек.

## Географическое положение
Село Червоное находится на левом берегу реки Самара, на противоположном берегу село Софиевка, на расстоянии в 1-н км село Башиловка.

## История
- 1880 — дата основания.

## Экономика
- В селе есть молочно-товарная ферма.

## Достопримечательности
- Братская могила советских воинов. Похоронено 23 воина.